# Fuerza-Aérea-Uruguaya-Flug 571

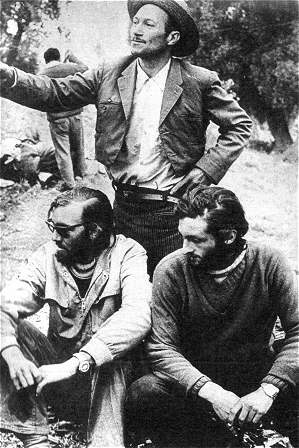
Fernando Parrado und Roberto Canessa mit dem Hirten Sergio Catalán

Fuerza-Aérea-Uruguaya-Flug 571 war ein Flug der Luftwaffe Uruguays von Montevideo nach Santiago de Chile. Die Maschine vom Typ Fairchild-Hiller FH-227 zerschellte am 13. Oktober 1972 an einem Berghang in den Anden in 4000 Metern Höhe. Nach 72 Tagen im Eis konnten 16 von 45 Insassen gerettet werden.
Die Geschehnisse sind seitdem auch bekannt als das „Wunder der Anden“. Überleben! (1993) von Frank Marshall und Die Schneegesellschaft (2023) von Juan Antonio Bayona sind die bekanntesten filmischen Aufarbeitungen dieser Ereignisse.

## Unfall
Die 40 Passagiere waren Mitglieder, Betreuer und Angehörige der Rugby-Union-Mannschaft Old Christian’s Club, die mit zwei Meisterschaftssiegen (1968 und 1970) zu den erfolgreichsten Uruguays zählte. Im chilenischen Santiago sollte das Team ein Freundschaftsspiel absolvieren.
Die Reise begann am 12. Oktober 1972 in Montevideo. Aufgrund schlechter Wetterverhältnisse war in Mendoza (Argentinien) ein Zwischenstopp mit Übernachtung notwendig. Am nächsten Tag ging der Flug weiter nach Santiago de Chile. Die auf der direkten Linie liegenden Berggipfel mussten wegen der unzureichenden maximalen Flughöhe der Maschine im Süden umflogen werden. So flog die Maschine zunächst auf der argentinischen Seite Richtung Süden und drehte dann zum Überflug der Anden über den Planchón-Pass (2507 Meter) nach Westen. Nach Überquerung der Anden sollte dann auf Höhe der chilenischen Stadt Curicó nach Norden Richtung Santiago gewendet werden. Zu Beginn des Andenüberfluges hatte die Maschine Rückenwind, welcher sich jedoch drehte und in Gegenwind umschlug. So wähnten sich die Piloten nach viel zu kurzer Zeit bereits auf der chilenischen Seite der Anden und glaubten, Curicó bereits überflogen zu haben, was sie auch an die Flugkontrolle Santiago meldeten. Diese wiederum wies die Besatzung daraufhin an, nach Norden zu drehen und in den Sinkflug überzugehen. Durch diesen bis heute nicht nachvollziehbaren Navigationsfehler kam es schließlich zu dem Unfall: Die Fairchild tauchte in die Wolkendecke ein, drehte viel zu früh nach Norden und flog dadurch mitten in die Hochanden hinein. Beim Flug zwischen den bis zu 6000 Meter hohen Andengipfeln kämpfte die Besatzung der Turbopropmaschine mit Orkanböen und eisigen Schneeschauern. Als die Maschine die Wolkendecke nach unten durchstieß, bemerkten die Piloten schließlich ihren verhängnisvollen Fehler und versuchten verzweifelt, die Maschine hochzuziehen. Das Flugzeug geriet jedoch weiter in heftige Turbulenzen und Fallwinde. Die rechte Tragfläche streifte einen Gebirgsgrat und brach ab. Sie wurde nach hinten geschleudert und trennte das Heck mit dem Leitwerk ab.
Fünf Passagiere und ein Besatzungsmitglied wurden aus der Maschine gerissen. Sekunden später streifte das Flugzeug einen weiteren Grat und verlor auch die linke Tragfläche. Das Flugzeug, nunmehr nur noch aus dem vorderen Teil des Rumpfes bestehend, schlug mit einer Geschwindigkeit von ungefähr 350 km/h auf einer Schneebank auf, rutschte bergab und kam schließlich auf einer Höhe von etwa 3800 Metern zum Stillstand. Dabei wurden sämtliche Sitze aus der Verankerung gerissen und nach vorne geschleudert, wodurch mehrere Passagiere getötet, eingeklemmt und schwer verletzt wurden. Ebenso wurde dabei die Flugzeugnase stark eingedrückt, wodurch der Kapitän starb und der Copilot eingeklemmt wurde; er starb noch in der folgenden Nacht an seinen schweren Verletzungen. Der Rumpftorso diente den Überlebenden schließlich mehr als zwei Monate lang als schützende Unterkunft.
Von den 45 Menschen an Bord starben zwölf während oder unmittelbar nach dem Unfall. Fünf weitere starben in der ersten Nacht, welche sie mit arktischen Bedingungen konfrontierte. Die Temperatur sank in den Nächten auf Werte zwischen −30 °C und −40 °C.
Am achten Tag hörten die Überlebenden in einem kleinen Radio, dass die Suche eingestellt worden war und sie offiziell für tot erklärt worden waren. An diesem Tag starb ein weiterer Passagier. Ohne die Aussicht auf Rettung, ohne die Möglichkeit, die Verletzten hinreichend zu versorgen, ohne Kleidung, die für die Wetterverhältnisse angemessen gewesen wäre, und fast ohne Nahrungsmittel wurde der Zustand der Überlebenden von Tag zu Tag kritischer.
Die knappen Nahrungsvorräte (einige Tafeln Schokolade, ein paar Kekse, ein paar Flaschen Wein) waren rasch aufgebraucht. Da die Umgebung weder über eine Tierwelt noch eine Vegetation verfügte, sahen sich die Überlebenden dazu gezwungen, das durch Schnee und Eis konservierte Fleisch der Todesopfer des Unfalls zu essen.
In der Nacht zum 31. Oktober (16 Tage nach dem Unfall) wurden die Überlebenden im Schlaf von einer Lawine überrascht, wobei die Schneemassen durch den nach hinten offenen Flugzeugrumpf eindrangen und weitere acht Personen aus der Gruppe töteten. Darunter waren auch der Kapitän der Rugby-Mannschaft, Marcelo Pérez, sowie das letzte der fünf Besatzungsmitglieder, der Bordmechaniker. Letzterer hatte bereits beim Unfall der Maschine einen Nervenzusammenbruch erlitten und war so nicht in der Lage, den Passagieren zu helfen. Eine zweite Lawine in jener Nacht begrub die Maschine dann komplett unter sich. Zwei Tage lang mussten die Überlebenden unterhalb der Oberfläche leben, da über ihnen ein heftiger Schneesturm tobte. Da die Toten, die es am Anfang zu beklagen gab, von der Lawine verschüttet worden waren, mussten sich die Überlebenden der Lawine nach einem Tag des Hungers von den Opfern des Schneeabgangs ernähren.
Mitte November erlagen zwei weitere Überlebende ihren Verletzungen. Das letzte Todesopfer, Numa Turcatti, war am 11. Dezember zu beklagen. Er starb aufgrund einer Infektion seiner Wunden.

## Kannibalismus
Die Entscheidung, auf Kannibalismus (bei dem menschliches Fleisch als Nahrungsmittel angesehen wird) als bloße Überlebensstrategie zurückzugreifen, wurde nicht leichtfertig gefällt bzw. hingenommen, da sich unter den Toten viele Verwandte, Freunde oder zumindest Bekannte derer befanden, die noch ums Überleben kämpften. Einige weigerten sich zunächst aus moralischen Gründen. Die verzweifelte und hoffnungslose Lage drängte aber nach wenigen Tagen alle dazu, auf menschliches Fleisch als Nahrung zurückzugreifen. Ungefähr sechs Leichen blieben aus Respekt vor den noch lebenden Angehörigen vorerst unangetastet und sollten lediglich dem Überleben im äußersten Notfall dienen. Am Ende unversehrt waren lediglich die Leichen der Mutter und der Schwester Fernando Parrados, der sich mit Roberto Canessa auf der Suche nach Rettung befand. Sie wurden auf dem Berg begraben.

## Expeditionen und Rettung

Die Marschroute Parrados und Canessas

Mehrere Überlebende wagten Expeditionen in verschiedene Richtungen. Abgesehen von der konstanten Gefahr zu erfrieren, drohten Schneeblindheit oder der Sturz in eine Gletscherspalte. Außerdem war die Luft in dieser Höhe zu dünn für größere Anstrengungen.
Zu den Personen mit der besten körperlichen Verfassung gehörten Fernando Parrado, Roberto Canessa und Antonio Vizintín. Einen Hoffnungsschimmer sahen die Überlebenden, als die Expeditionsteilnehmer das fehlende Heck drei Kilometer entfernt vom Rumpf fanden. Sie hofften, das Funkgerät im Cockpit mit der Batterie aus dem Heck betreiben zu können. Dieser Versuch scheiterte jedoch, da das Funkgerät Wechselspannung für den Betrieb benötigte.
Hätten Parrado, Canessa und Vizintín bei einer vorigen Expedition die Richtung beibehalten und wären weiter Richtung Osten gegangen, dann wären sie nach insgesamt 29 Kilometern (20,9 km Luftlinie) zum Hotel Termas el Sosneado (34° 46′ 16″ S, 70° 3′ 25″ W) gelangt. Es stand zwar zu dieser Zeit leer, dort hätten aber Proviant, Erste-Hilfe-Kästen und Kleidung zur Verfügung gestanden. Die Ursache war die gleiche, die die Piloten das Flugzeug in den Berg fliegen ließ: Sie wähnten sich weit auf chilenischem Gebiet, waren aber noch ca. 20 Kilometer weiter östlich auf argentinischem Gebiet.
Am 12. Dezember, 62 Tage nach dem Unfall, begaben sich Parrado, Canessa und Vinzintín auf eine Expedition zum Erreichen der Zivilisation. Zwei Tage lang konnten die restlichen Überlebenden vom Flugzeug aus die Expedition mitverfolgen. Am dritten Tag gelang es Parrado und Canessa endlich, völlig erschöpft und ohne adäquate Ausrüstung den 4.650 Meter hohen Gipfel zu erreichen. Doch anstatt wie erhofft die grünen Täler Chiles zu sehen, erstreckte sich wiederum ein weites Panorama mit schneebedeckten Bergen. In weiter Ferne entdeckte Parrado jedoch zwei Gipfel, die nicht von Schnee bedeckt waren. So entschlossen sich Parrado und Canessa, die Route in diese Richtung fortzusetzen, wenn auch mit wenig Aussicht auf Erfolg. Sie schickten Vinzintín zum Flugzeugwrack zurück, um dadurch selbst größere Nahrungsvorräte zu haben. Vinzintín benötigte lediglich wenige Stunden, um zur Unfallstelle zurückzukehren.
Nach insgesamt zehn Tagen gelang es Parrado und Canessa, bis unter die Schneegrenze zu marschieren und Kontakt zur Zivilisation herzustellen. Sie wurden von dem chilenischen Hirten Sergio Catalán gefunden, der sie von einem anderen Hirten zu einer Schutzhütte („Los Maitenes“) bringen ließ und die entkräfteten jungen Männer mit Essen versorgte, während er bis zur nächsten Straße ritt und später mit einem Lkw bis Puente Negro fuhr, wo er die Polizei verständigte. Diese leitete alles Weitere in die Wege, damit die Überlebenden aus den Bergen gerettet werden konnten. Am 22. Dezember starteten drei Hubschrauber der chilenischen Luftstreitkräfte zur Unfallstelle, wobei Parrado mitfliegen musste, da der Pilot das Wrack sonst nicht gefunden hätte. Da die Ladefähigkeit der Hubschrauber nicht zuletzt auch wegen der Höhe der zu überwindenden Berggipfel nur für sechs der Überlebenden ausreichte, mussten die restlichen acht noch eine weitere Nacht an der Unfallstelle ausharren; sie wurden aber von einem Sanitäter und zwei Andinisten versorgt, die ebenfalls am Berg übernachteten. Erst am 23. Dezember wurden die restlichen acht Überlebenden gerettet und ins Krankenhaus in Santiago gebracht, wo die Ärzte feststellten, dass alle stark unterernährt waren. Lediglich einer von ihnen befand sich in einem Zustand, der medizinische Betreuung erforderte.
Die 29 Leichname bzw. deren Überreste wurden 27 Tage nach der Rettungsaktion von Mitgliedern der Anden-Bergrettung und einem chilenischen Priester ungefähr 80 Meter von der Unfallstelle entfernt (außerhalb der Lawinengefahrenzone) unter Steinen beerdigt. Zudem wurde ein Kreuz mit der Aufschrift «Más cerca, oh Dios, de Ti» (spanisch für „Näher, mein Gott, zu dir“) als Denkmal aufgestellt. Der Flugzeugrumpf wurde anschließend mit Benzin übergossen und verbrannt.
In Erinnerung an die Rettung widmete der Künstler Carlos Páez Vilaró seinem überlebenden Sohn Carlos die extravagante Villa Casapueblo bei Punta del Este in Punta Ballena.
Die Überlebenden lebten später in enger Nachbarschaft in dem Stadtviertel Carrasco der Hauptstadt Montevideo. Dort wurde von ihnen auch ein kleines Museum zum Gedenken an den Unfall eingerichtet. Einige der Überlebenden hielten weltweit Vorträge zum Thema Überleben in Extremsituationen. Zudem waren auch einige von ihnen als Experten beim Grubenunglück 2010 in Chile tätig.
Als Erster der Überlebenden verstarb am 4. Juni 2015 Javier Methol im Alter von 79 Jahren.

## Unfallstelle

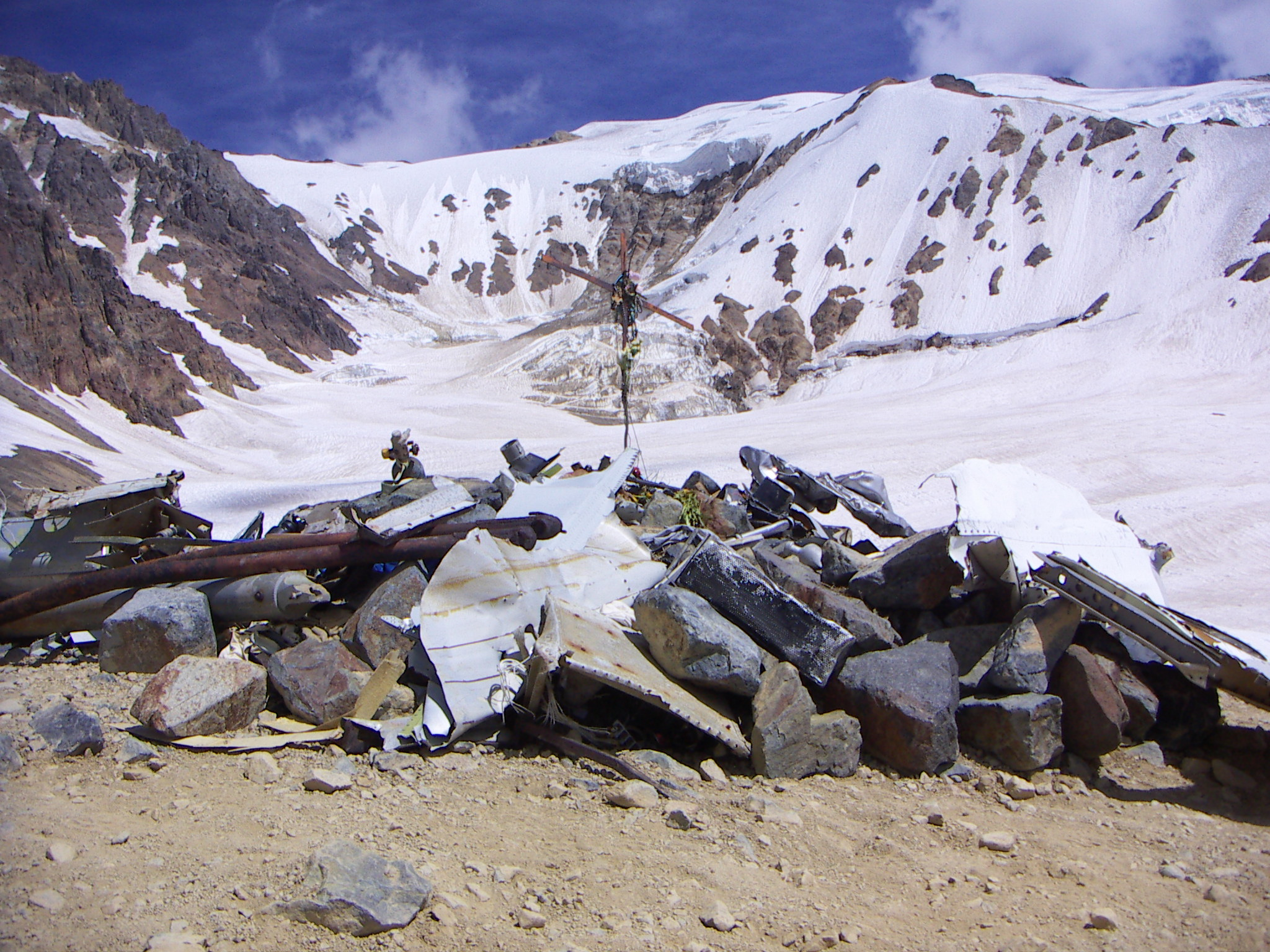
Das Grab der Opfer in der Nähe der Unfallstelle

Die Unfallstelle ist heute deutlich markiert und mit Gedenktafeln und ‑steinen versehen. Die tödlich Verunglückten sind unter groben Steinen beerdigt; dort sind auch Erinnerungsstücke und Nationalfahnen in den Grabhügel eingebunden. Sie kann im südlichen Sommer zu Fuß, zu Pferd oder auch mit Mountainbikes erreicht werden und gilt als religiöser Ort. Zahlreiche Wrackteile liegen in der Umgebung und verrotten sehr langsam. Lokal ist das Ereignis und der Ort als „Tragedia de los Andes“ bekannt.

## Bücher, Verfilmungen, Theaterstücke
- Der Schriftsteller Piers Paul Read verfasste 1974 in Zusammenarbeit mit den Überlebenden einen vollständigen Tatsachenbericht mit dem Titel Überlebt, welcher zum weltweiten Bestseller und millionenfach verkauft wurde.
- Verfilmt wurde dieser Vorfall erstmals 1976 in Mexiko von René Cardona unter dem Titel Supervivientes de los Andes (deutscher Titel: Überleben!).
- Aufgrund des Kannibalismus-Tabus wartete Hollywood bis 1993 mit seiner Inszenierung der Geschehnisse. Frank Marshall verfilmte die Tragödie mit mehr Authentizität und Respekt vor den Qualen der Tragödie unter dem Titel Überleben!. Einige Überlebende, darunter Nando Parrado, fungierten als Berater während der Dreharbeiten.
- Von Nando Parrado stammt das 2007 in deutscher Übersetzung veröffentlichte Buch 72 Tage in der Hölle: Wie ich den Absturz in den Anden überlebte.
- Im Jahr 2007 drehte der Regisseur Gonzalo Arijón den Dokumentarfilm Das Wunder der Anden (Ethan Productions/ARTE TV; 112 Minuten). In dem Film blicken die Überlebenden erzählend auf die Geschehnisse zurück; dies wird mit nachgespielten Szenen, aktuellen Aufnahmen vom Originalschauplatz sowie mit zeitgenössischem Bildmaterial ergänzt. Im gleichen Jahr erstellte BBC die Dokumentation Stranded.
- Der französische Schriftsteller Michel Vinaver verfasste das Theaterstück Flug in die Anden (Les Ordinaires), in dem er sich an den realen Vorkommnissen des Unfalls orientiert hat.
- Der uruguayanische Journalist Pablo Vierci verfasste 2008 das Buch La sociedad de la nieve (ISBN 978-950-07-2975-8).
- In seiner Novelle Die Reise zum Horizont (2010, ISBN 978-3-85218-640-5) berichtet Jürg Amann in einem lakonischen Stil von den Überlebensritualen der Verunglückten, die in dem Beschluss enden, das Wrack zu verlassen und zu einem Horizont der Rettung aufzubrechen.
- Der tschechische Autor Zdeněk Kaloč (1938–2020) setzte sich mit diesem Ereignis in seinem Theaterstück Sandparty auseinander. UA 1977 in Brünn, WEE im März 1981 in der Übersetzung von Helene Tamanová und Jaroslav Konsal am E.T.A. Hoffmann-Theater Bamberg. Regie: Rudolf Zollner, Dramaturgie: Manfred Bachmayer
- Der spanische Regisseur Juan Antonio Bayona verfilmte den Vorfall 2023 mit Die Schneegesellschaft auf Grundlage des Buchs von Pablo Vierci.
- Papst Franziskus erhielt 2022 einen Brief des Überlebenden Gustavo Zerbino und nahm dies zum Anlass, in seiner Autobiographie die Ereignisse ausführlich zu schildern und daran sein Verständnis von Hoffnung zu erläutern.[6]

## Museo Andes 1972
In der Altstadt von Montevideo befindet sich ein Museum, das jenen 29 Opfern gewidmet ist, die 1972 ihr Leben bei dem Flugunfall in den Anden verloren haben. Darin sind zum Teil zuvor unveröffentlichte Bilder, Zeichnungen, Dokumente, Kleidungsstücke der Überlebenden und Teile des Flugzeuges ausgestellt. Es zeigt auch eine Zeittafel, auf der die Ereignisse dokumentiert sind.

## Liste der Passagiere und Mannschaftsmitglieder

### Opfer
Am 13. Oktober 1972 startete das Flugzeug mit 45 Passagieren und Mannschaftsmitgliedern.
Beim Aufprall der Maschine um 15:34 Uhr brach das Heck ab; folgende sieben Personen fielen aus dem offenen Heck und galten zunächst als vermisst.
- Gastón Costemalle Jardi (23) (Leichnam wurde am 12. Tag, dem 24. Oktober, gefunden)
- Jorge Alexis Hounié Sere (20) (Leichnam wurde am 12. Tag, dem 24. Oktober, gefunden)
- Guido José Magri Gelsi (23) (Leichnam wurde am 12. Tag, dem 24. Oktober, gefunden)
- Ovidio Joaquín Ramírez Barreto (26) [Flugbegleiter] (Leichnam wurde am 12. Tag, dem 24. Oktober, gefunden)
- Ramón Martínez Rezende (30), [Navigator] (Leichnam wurde am 12. Tag, dem 24. Oktober, gefunden)
- Daniel Gonzalo Shaw Urioste (24) (Leichnam wurde am 62. Tag, dem 13. Dezember, gefunden)
- Carlos Alberto Valeta Vallendor (18) (Leichnam wurde am 63. Tag, dem 14. Dezember, gefunden)

Unmittelbar durch die Folgen des Unfalls starben folgende fünf Personen:
- Julio César Ferradás Benítez (39) [Pilot]
- Francisco Nicola Brusco (40), [Arzt des Rugbyteams]
- Esther Horta Pérez de Nicola (40) [Frau des Arztes]
- Eugenia Dolgay Diedug de Parrado (50)
- Fernando Vásquez Nebel (20)

In der ersten Nacht vom 13. auf den 14. Oktober starben vier weitere Personen
- Francisco Domingo Abal Guerault (21)
- Felipe Horacio Maquirriain Ibarburu (22)
- Julio Martínez Lamas, (24)
- Dante Héctor Lagurara Guiado (41) [Kopilot]

Am zweiten Tag, dem 14. Oktober, starb Graciela Obdulia Augusto Gumila de Mariani (43). An Tag neun, dem 21. Oktober, starb Susana Elena Alicia Parrado Dolgay (20).
In der Nacht vom 29. auf den 30. Oktober ereignete sich der Lawinenabgang, der das Flugzeug unter sich begrub. Dabei starben folgende acht Personen:
- Carlos Roque González (24) [Flugzeugmechaniker]
- Daniel Agustín Maspons Rosso (20)
- Liliana Beatriz Navarro Petraglia de Methol (34)
- Gustavo Diego Nicolich Arocena (20)
- Marcelo Pérez del Castillo Ferreira (25)
- Enrique Platero Riet (22)
- Diego Storm Cornah (20)
- Juan Carlos Menéndez

34 Tage nach dem Unfall, am 15. November, starb Arturo Eduardo Nogueira Paullier (21). Am Tag 37, dem 18. November, starb Rafael Echavarren Vázquez (22). Am 11. Dezember, Tag 60 nach dem Unfall, starb als letzter Numa Turcatti Pesquera (25).

### Die Überlebenden
Folgende 16 Personen überlebten den Unfall(14 auf dem Berg und Parrado und Canessa, die nach Hilfe gesucht hatten):
1. Javier Alfredo Methol Abal (38); † 4. Juni 2015 im Alter von 79 Jahren
2. José Luis Nicolás „Coche“ Inciarte Vázquez (24); † 27. Juli 2023 im Alter von 75 Jahren
3. Álvaro Mangino Schmid (19); † 29. März 2025 im Alter von 72 Jahren
4. Daniel Fernández Strauch (26); † 9. Mai 2025 im Alter von 79 Jahren

Gegenwärtig leben noch folgende 12 Überlebende des Unfalls
1. Pedro Algorta (21)
2. Roberto Jorge „Músculo“ Canessa Urta (19)
3. Alfredo Daniel „Pancho“ Delgado Salaberri (25)
4. Roberto Fernando Jorge „Bobby“ François Álvarez (21)
5. Roy Alex Harley Sánchez (20)
6. Carlos Páez Rodríguez (19)
7. Fernando Seler „Nando“ Parrado Dolgay (23)
8. Ramón Mario „Moncho“ Sabella Barreiro (21)
9. Adolfo Luis „Fito“ Strauch Urioste (24)
10. Eduardo José Strauch Urioste (25)
11. Antonio José „Tintín“ Vizintín Brandi (19)
12. Gustavo Zerbino Stajano (19)